# Brand (Marktredwitz)
Brand ([bʁant] ) ist ein Gemeindeteil der Großen Kreisstadt Marktredwitz (Oberfranken, Bayern).

## Lage und Geschichte

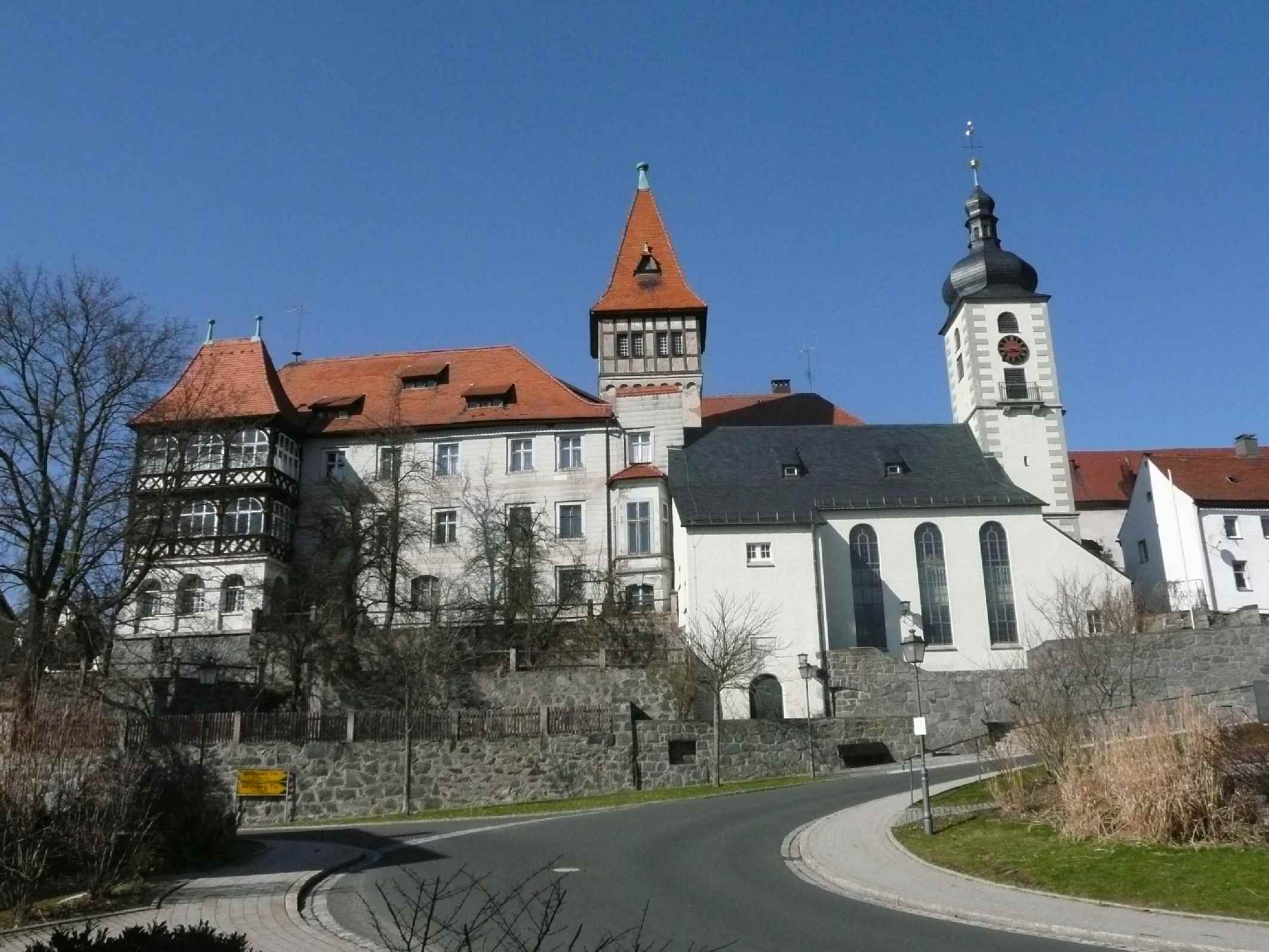
Kirche St. Margarethen und Schloss Brand

Brand liegt östlich der Kernstadt von Marktredwitz, dazwischen liegen die Gemeindeteile Wölsau, Wölsauerhammer und Haag.
Bis ins 17. Jahrhundert war Brand ein Rittergut und Sitz der Adelsfamilie von Brand. Die evangelische Kirche St. Margarethen wurde im Kern im späten Mittelalter erbaut. Die industrielle Zeit Brands war im 19. und 20. Jahrhundert, die Weberei Weber & Ott hatte ihren Sitz im Ort. Brand wurde 1978 nach Marktredwitz eingemeindet. Im Jahr 2019 lebten 1.100 Menschen in Brand.

## Kultur und Sehenswürdigkeiten

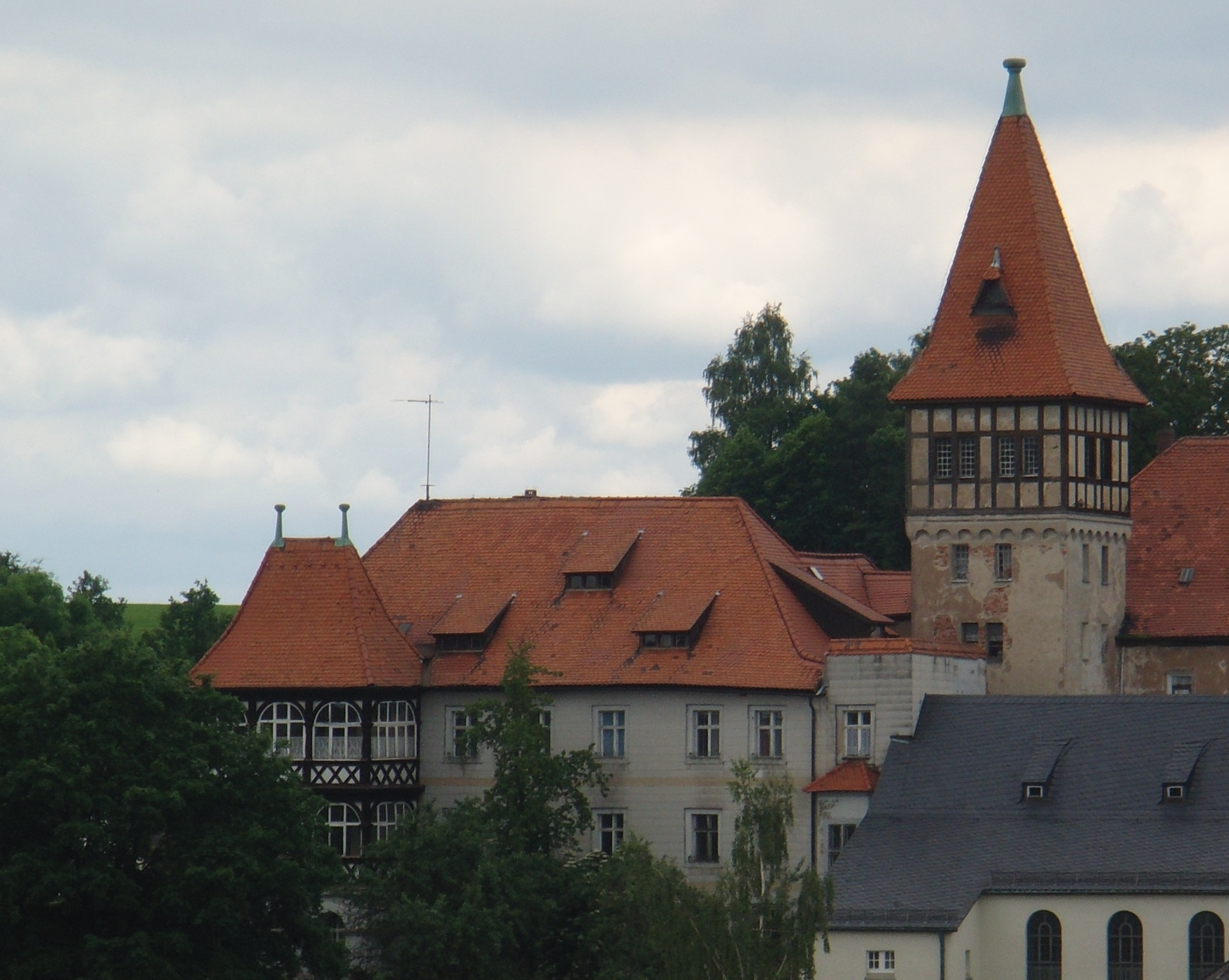
Schloss Brand

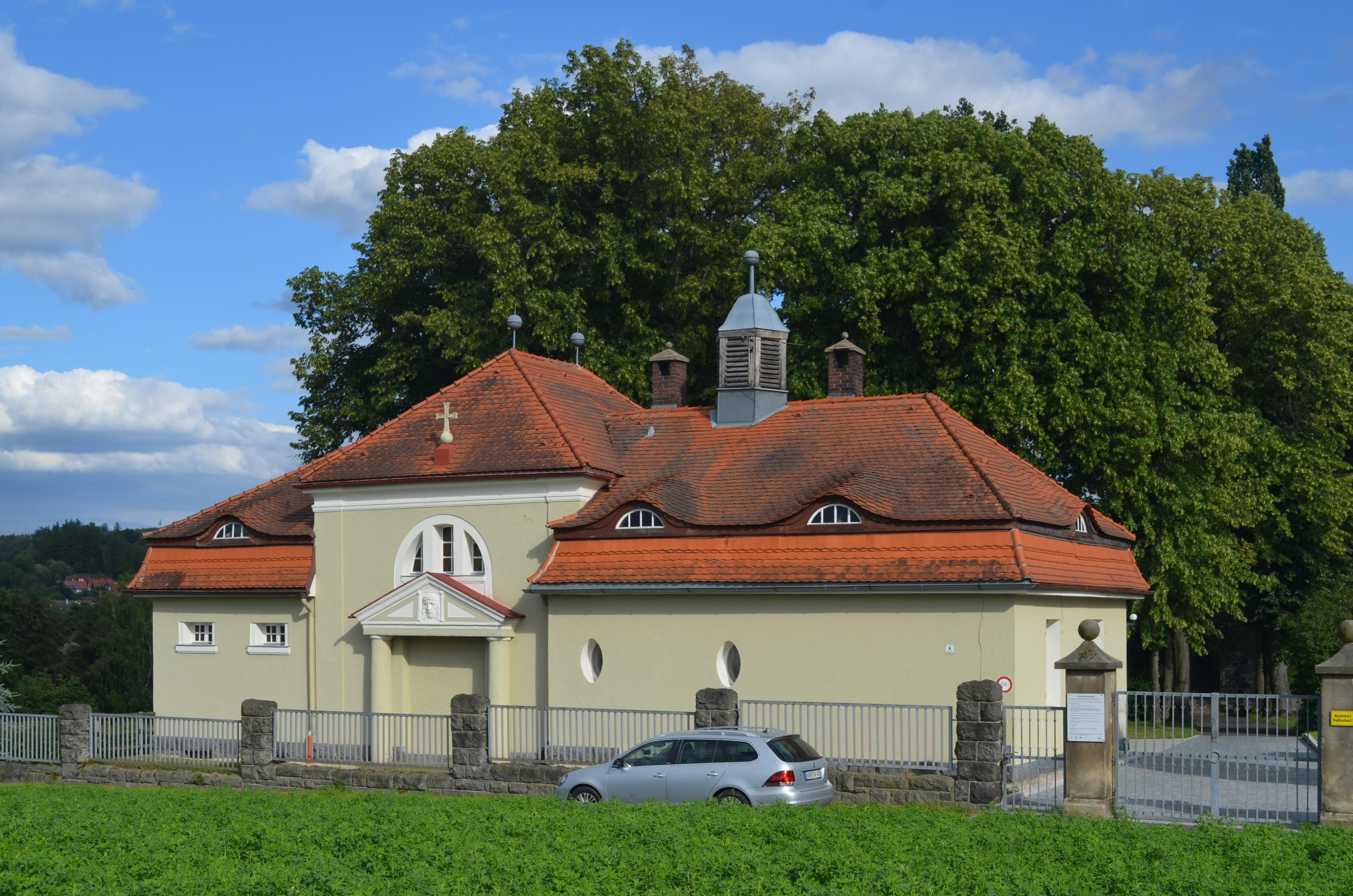
Brandner Friedhof

Das Ensemble, das aus der evangelischen Kirche St. Margarethen und dem Brandner Schloss besteht, prägt das Ortsbild und ist von Weiten sichtbar.
Die evangelische Kirche auf der Südseite des Schlosses besitzt einen Turm mit Balkon, Turmuhr und einem zwiebelförmigen Dach. Er ist an der Ostseite der Kirche angebaut. Das Schloss befindet sich zusammen mit der Kirche auf einer Anhöhe. Es hat einen Turm mit spitzem Turmdach. Außerdem hat es einen Erker. Am Turm befinden sich Fachwerkelemente.
Seit 1988 finden im Naherholungsgebiet Weidersberg jährliche Musikveranstaltungen und Motorradtreffen statt.
Überregional bekannt ist dabei das Sticky Fingers Festival (früher Hinterlandfestl – heute scherzhaft Klein-Wacken genannt) mit vielen namhaften Bands aus der Rockszene.

## Haingrün
Eigentlich ist Haingrün ein Flurname, die Haingrün wurde als Weidegelände genutzt. Seit dem späten 18. Jahrhundert war die Haingrün ein Vorwerk des Ritterguts Brand. Im 19. Jahrhundert gehörte die Haingrün zu Wölsauerhammer, 1923 kam der Ort auf eigenen Wunsch zur Gemeinde Brand. Bis ins Jahr 1992 bestand nahe der Haingrün der US-Stützpunkt Camp Gates. Heute liegt an dieser Stelle ein Solarpark, das Camp wurde 2012 abgerissen. Heute ist Haingrün eine sehr zerstreute Siedlung. Im Jahr 2019 lebten 113 Personen in Haingrün.

## Glashütte
Die Glashütte wurde von vorindustriellen Unternehmern aus Marktredwitz und Umgebung gegründet, einer von ihnen war Wolfgang Caspar Fikentscher, der Gründer der Chemischen Fabrik in Marktredwitz. Johann Wolfgang von Goethe besuchte die Glashütte bei seinem Besuch in Redwitz und schrieb über den Prozess der Glasherstellung. Im Jahr 2019 hatte die Glashütte 11 Einwohner.